# Hilda Mundy
Hilda Mundy, pseudónimo utilizado por Laura Villanueva Rocabado, (Oruro - Bolívia 1912- 1980) foi uma escritora, poeta e jornalista rebelde. Foi uma mulher de vanguarda da literatura Boliviana que escreveu de forma anónima dada a restrição e discriminação às mulheres no âmbito da escritura e o jornalismo.

## Publicações
- Textos dispersos publicados na imprensa:

1. Glosas contemporáneas (Diario La Retaguardia) 2 textos[1]
2. Brandy cocktail (Diario La mañana), 62 textos.
3. Semanario Dum Dum,  29 textos.
4. Corto circuito (Periódico La Patria), 3 crónicas.
5. Textos varios (El fuego), 4 textos.
6. Vitaminas (El  fuego), 12 textos.
7. Revista de Bolivia, 5 textos.
8. Cuadernos literarios do jornal Última Hora, 1 texto.
9. Suplemento dominical de La Nación, 2 textos.
10. Khoya, 1 texto.
11. Dador. 2 textos.
12. Inéditos, 2 textos.